# Оффлайн (сериал)
«Оффлайн» — российский детективный телесериал режиссёра Кирилла Плетнёва. Главную роль сыграл Никита Ефремов. Премьера первого сезона состоялась 27 апреля 2022 года в онлайн-кинотеатре Okko, а второго сезона — 7 декабря 2023 года.

## Сюжет
Создатель и пользователи приложения для покупки наркотиков сталкиваются с анонимным противником, который сообщает им, что сумел раскрыть данные всех, кто когда-либо пользовался этим приложением и теперь даёт им выбор – пойти в полицию и во всём признаться или сыграть в игру с возможным смертельным исходом.

## В ролях
| Актёр               | Роль                   |
| ------------------- | ---------------------- |
| Никита Ефремов      | Раст / Александр Белов |
| Денис Шведов        | майор Никонов          |
| Полина Максимова    | Лена                   |
| Никита Кологривый   | Левис                  |
| Марина Ворожищева   | Ника жена Раста        |
| Алёна Константинова | Лиза                   |
| Тина Стойилкович    | Пош                    |
| Егор Кенжаметов     | Карлан                 |
| Алексей Шевченков   | Карпенко сосед Раста   |
| Риналь Мухаметов    | Эскобар                |
| Валентина Мазунина  | Галя                   |
| Александр Клюквин   | Кротов                 |
| Альфия Закирова     | Варя                   |
| Полина Пушкарук     | Паша                   |
| Дмитрий Ульянов     | Вова                   |
| Игорь Черневич      | Розин                  |
| Анна Каменкова      | мать Левиса            |
| Даниил Белых        | Морган                 |
| Алексей Коряков     | лейтенант Мурашов      |
| Полина Айнутдинова  | Катя                   |
| Фисенко Александр   | Жижа                   |
| Кирилл Плетнёв      | бармен                 |

## Список серий

### 1 сезон
| № серии | Дата премьеры  |
| ------- | -------------- |
| 1       | 27 апреля 2022 |
| 2       | 27 апреля 2022 |
| 3       | 4 мая 2022     |
| 4       | 11 мая 2022    |
| 5       | 18 мая 2022    |
| 6       | 25 мая 2022    |
| 7       | 1 июня 2022    |
| 8       | 8 июня 2022    |
| 9       | 15 июня 2022   |
| 10      | 22 июня 2022   |

### 2 сезон «Уязвимость обнаружена»
| № серии | Дата премьеры   |
| ------- | --------------- |
| 1       | 7 декабря 2023  |
| 2       | 13 декабря 2023 |
| 3       | 20 декабря 2023 |
| 4       | 27 декабря 2023 |
| 5       | 3 января 2024   |
| 6       | 10 января 2024  |
| 7       | 17 января 2024  |
| 8       | 24 января 2024  |
| 9       | 31 января 2024  |
| 10      | 7 февраля 2024  |

## Производство
Производством сериала занималась компания BBG Production эксклюзивно для онлайн-кинотеатра Okko. Съёмки первого сезона проходили в Москве и Калининграде с июля по декабрь 2021 года, второго сезона – с марта 2023 года.

## Реакция
Сериал получил смешанные оценки российских кинокритиков.
Сергей Ефимов («Комсомольская правда»): «Интрига „Оффлайна“ не драматического, а аттракционного происхождения — в частности, в первых сериях она держится на единственном сюжетном гвозде: кто же этот Анонимус такой. Подобную механику мы наблюдали много раз — вспомним линейно-примитивный „Колл-центр“ или чуть более затейливую „Игру на выживание“».
Денис Ступников (InterMedia): «„Оффлайн“ претендует на некое просветительство: дескать, все, что вы хотели узнать о тонкостях современного наркобизнеса, но боялись спросить. На самом деле этот „мастер-класс“ оборачивается довольно нудными и очевидными лекциями на тему о зловредных наркоторговцах, которые уходят с улиц в сеть и становятся полностью неуловимыми».
«Киноафиша»: «Феномен Уолтера Уайта добрался и до российского сериала, сделав главным героем — антигероя. Однако, в отличие от „Во все тяжкие“, создатели „Оффлайна“ не показывают процесс и причины перехода на тёмную сторону, а дают нам уже готового волка в овечьей шкуре, которого помещают сразу в „стадо“».